# Irumu
Irumu est une localité, chef-lieu du territoire d'Irumu dans la province de l'Ituri en République Démocratique du Congo.

## Géographie
Elle est située sur la route nationale RN 27 à 56 km à l'est du chef-lieu provincial Bunia.

## Administration
Chef-lieu territorial de 3 500 électeurs recensés en 2018, la localité a le statut de commune rurale de moins de 80 000 électeurs, elle compte 7 conseillers municipaux en 2019.

## Population
Le recensement date de 1984,.
| 1984 | 2004  | 2012   |
| ---- | ----- | ------ |
| -    | 9 163 | 10 750 |